# 谢利洛维奇农村居民点
谢利洛维奇农村居民点（俄语：Селиловичское сельское поселение）是俄罗斯联邦布良斯克州罗格涅季诺区所属的一个农村居民点。其下辖有14个居民点，行政中心为斯诺波季。据2015年统计，该农村居民点的人口为619人。